# Suðurfirðir
Als Suðurfirðir (dt. Südfjorde) fasst man einige Fjorde in den Westfjorden Islands zusammen.
Sie liegen südlich der Landzunge Langanes, die den Arnarfjörður teilt. Von Norden nach Süden sind das:
- Geirþjófsfjörður
- Trostansfjörður
- Reykjarfjörður (Arnarfjörður)
- Fossfjörður
- Bíldudalsvogur